# Estación de Quintana

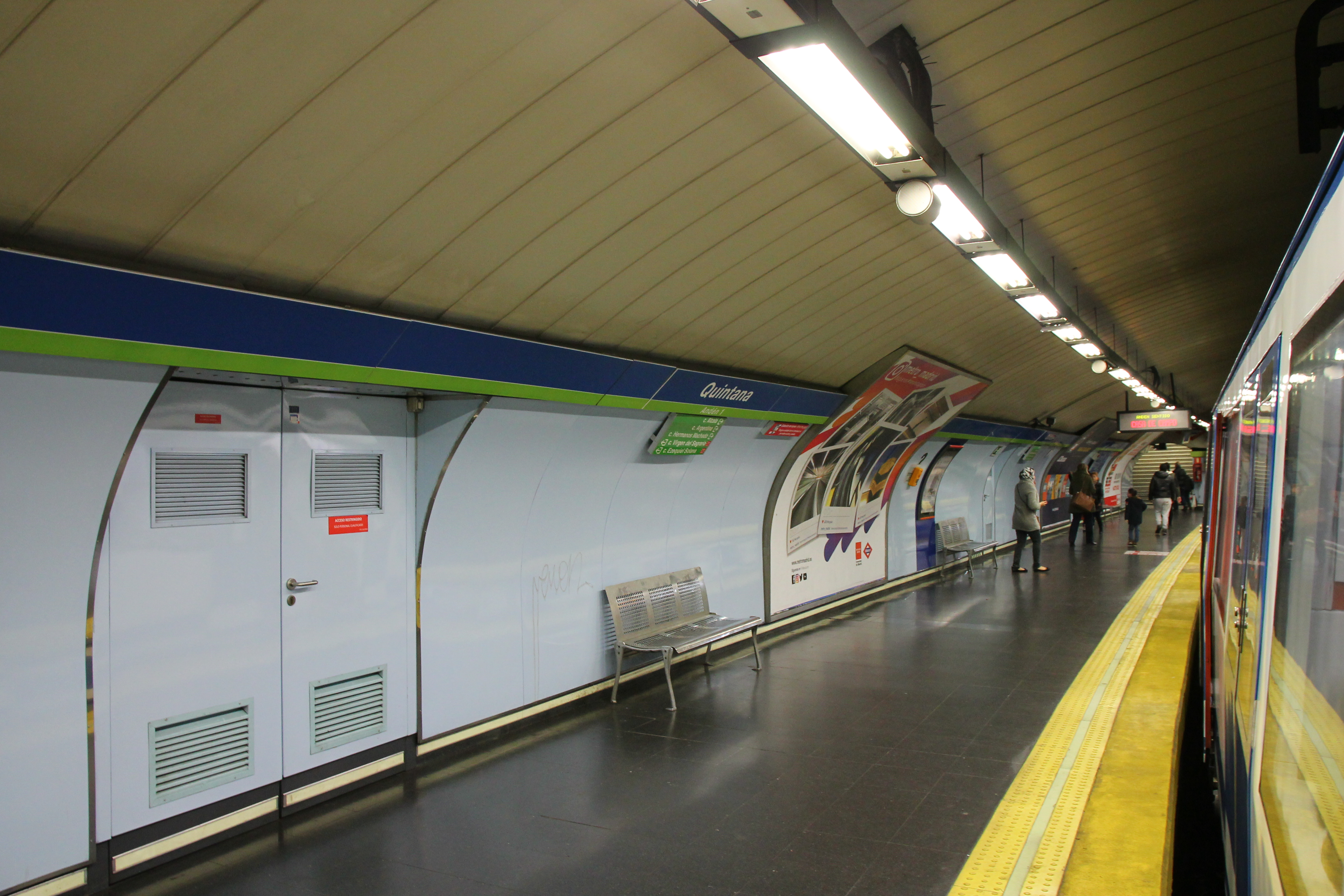
Andén de la estación

Quintana es una estación de la línea 5 del Metro de Madrid situada bajo la Plaza de Quintana, en el cruce de la calle del Lago Constanza con la calle Alcalá.

## Historia
La estación servida desde su apertura el 28 de mayo de 1964 con trenes de la línea 2, que cubría provisionalmente el tramo norte de la nueva línea 5 entre Ventas y Ciudad Lineal, se integró propiamente en la línea 5 el 20 de julio de 1970.
Es una de las pocas estaciones en curva de la línea, y la única del tramo que se abrió en 1964.

## Accesos
Vestíbulo Hermanos Machado
- Hermanos Machado C/ Alcalá, 306 (esquina C/ Hermanos Machado)
- Argentina C/ Alcalá, 333 (esquina C/ Argentina)

Vestíbulo Virgen del Sagrario
- Ezequiel Solana C/ Alcalá, 328 (esquina C/ Ezequiel Solana)
- Virgen del Sagrario C/ Virgen del Sagrario, 1 (esquina C/ Alcalá)

## Líneas y conexiones

Mapa con las paradas de autobuses y la conexión con las bocas del metro.

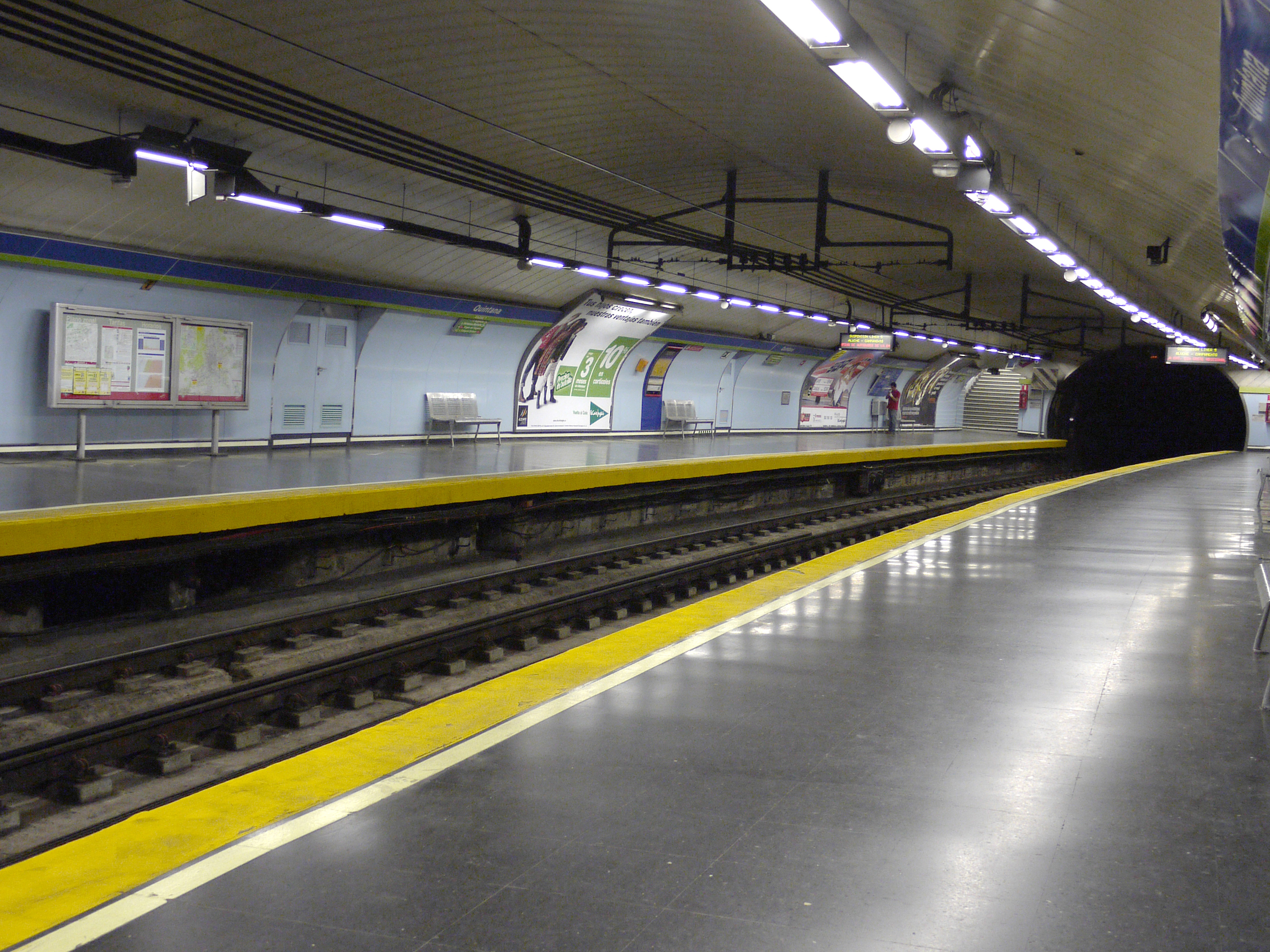
Andenes de la estación.

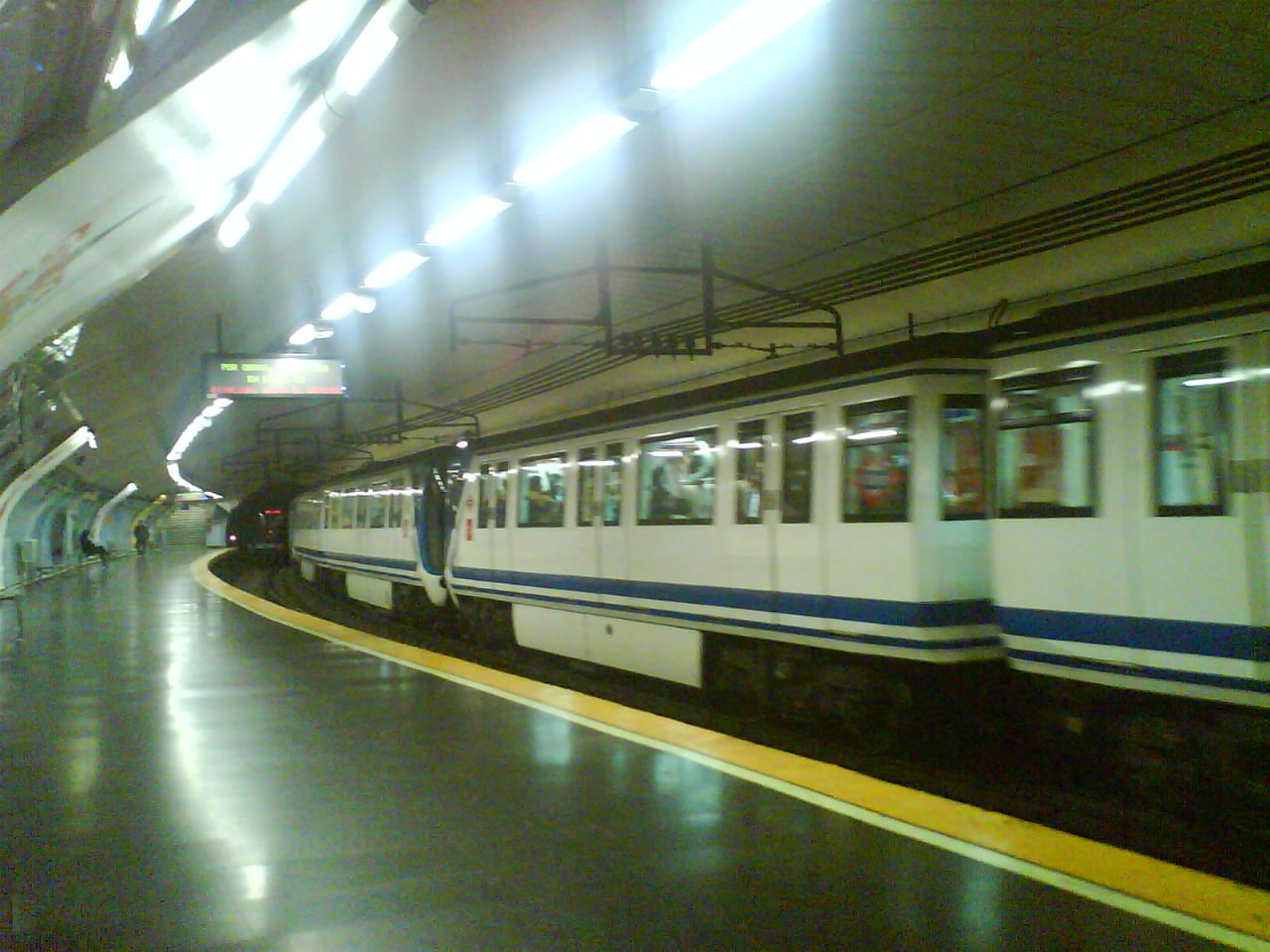
Vista general de los ándenes, con trenes de la serie 2000 en la estación.

### Metro
| << cabecera      | < estación   | línea | estación > | cabecera >>   |
| ---------------- | ------------ | ----- | ---------- | ------------- |
| Alameda de Osuna | Pueblo Nuevo |       | El Carmen  | Casa de Campo |

### Autobuses
| Diurnos   |                       |                                |
| Línea     | Destino               | Parada                         |
| 38        | Las Rosas             | 2332 QUINTANA (C/ Alcalá, 320) |
| 113       | Ciudad Lineal         | 2332 QUINTANA (C/ Alcalá, 320) |
| 38        | Manuel Becerra        | 2333 QUINTANA (C/ Alcalá, 339) |
| 113       | Méndez Álvaro         | 2333 QUINTANA (C/ Alcalá, 339) |
| Nocturnos |                       |                                |
| Línea     | Destino               | Parada                         |
| N5        | Colonia Fin de Semana | 2332 QUINTANA (C/ Alcalá, 320) |
| N5        | Cibeles               | 2333 QUINTANA (C/ Alcalá, 339) |